# Слађана Зарић
Слађана Зарић српска је новинарка и редитељка документарних филмова. Позната је као ауторка документарног серијала Досије Косово.

## Биографија
Дипломирала је на Филозофском факултету Универзитета у Београду. Радила је као новинарка на радију. Потом се запослила у Информативној редакцији Радио-телевизији Србије, где и данас ради.
Режирала је и написала преко 10 дугометражних документарних филмова као и продуцирала једночасовни документарни филм Милунка Савић: Хероина Великог рата. За рад на документарном филму додељена јој је медаља Британске империје (British Empire Medal — BEM) и Златна медаља за заслуге Републике Србије.

## Филмографија
Редитељ
- Досије Косово ’98 (2022)
- Човек који је Хитлеру рекао не (2021)
- Коридор ’92 (2021)
- Ратне приче са Паштрика (2019)
- Ратне прице са Кошара (2019)
- Стварање Краљевине СХС (2018)
- Дианина деца (2018)
- Заборављени адмирал Ернест Трубриџ' '(2017)
- Злочин без казне — страдање Срба у средњем Подрињу (2016)
- Другарица Јованка (2010)
- Сребреничка поља смрти  (2010)
- Последњи дан Зорана Ђинђића (2006)
- Пети октобар — Како је отишао Милошевић (2005)

Сценариста
- Досије Косово ’98 (2022)
- Човек који је Хитлеру рекао не (2021)
- Коридор '92 (2021)
- Ратне приче са Паштрика (2019)
- Ратне прице са Кошара (2019)
- Стварање Краљевине СХС (2018)
- Срби на Крфу — Сто година од Албанске голготе (2016)
- Србија у Великом рату 2014
- На раскршћима историје — Два века модерне српске дипломатије (2012)
- Договорени рат (2011)
- Другарица Јованка (2010)
- Лет у смрт (2007)
- Патријарх Павле — Живот по јеванђељу (2006)